# Jannulis Tembridis
Jannulis Tembridis (griechisch Γιαννούλης Τεμπρίδης; * 8. Dezember 1955 in Radebeul) ist ein deutscher Bildhauer und Maler mit griechischen Wurzeln.

## Leben
Tembridis ist als Kind griechischer, politischer Emigranten (siehe auch Markos-Kinder und jugendliche Patisanen) in der ehemaligen DDR geboren und aufgewachsen. Er besuchte in Dresden und Berlin (ab 1966) die Schule und machte 1974 sein Abitur an der EOS Max-Planck (jetzt Max-Planck-Gymnasium) in Berlin-Mitte. Anschließend studierte er Chemie an der Humboldt-Universität zu Berlin, brach das Studium kurz darauf aber wieder ab, um eine zweijährige Steinmetzlehre in Berlin zu absolvieren.
Von 1980 bis 1986 studierte er an der Kunsthochschule Weißensee Bildhauerei. Seit 1986 arbeitet er als freier Künstler in Berlin und Brandenburg (Wulkow bei Booßen). Er ist Mitglied des Brandenburgischen Verbands Bildender Künstlerinnen und Künstler e.V. (BVBK). Er besitzt die griechische und deutsche Staatsbürgerschaft. 
Tembridis arbeitet in Granit, Marmor und Sandstein und mit keramischem Ton und experimentiert auch mit anderen Materialien und hat auch ein umfängliches malerisches Werk.

## Auszeichnungen
- 2002: „Mythos Europa“, 3. Preis des Bundesverbands Bildender Künstler (BBK)[3]
- 2003: 1. Preis und Ausführungszuschlag für Entwurf „Odysseus Point“[3]
- 2008: Brandenburgischer Kunstpreis der Märkischen Oderzeitung in der Kategorie „Plastik“[7][8]

## Werke im öffentlichen Raum
- 1986–1988: Frau mit Taube, Findling, Seelow[3]
- 1988–1990: Liebespaar, Sandstein, Neutrebbin[3]
- 1990–1991: Agapi, Sandstein, Wulkow bei Booßen[3]
- 1989–1992: Stadtstele Prenzlau, Kalksteinsäule auf dem Marktplatz gegenüber der Marienkirche in Prenzlau, Uckermark 2012 – Wiederaufstellung[3][9]
- 1990: Leibniz-Portrait, Bronze, Akademie der Wissenschaften, Berlin[3]
- 1995: Findlingskopf an der Stadtpfarrkirche St. Marien, Müncheberg[3]
- 1998: Orama-Gruppe (6 Findlinge), Kita Nr. 9, Berlin-Französisch Buchholz[3][10]
- 2010: Odysseus Point und Findlingsartefakte (12 Findlinge), Athene-Grundschule, Berlin-Lichterfelde[3]